# Liga de Universidades de Investigación Europeas
Según su declaración de principios, la Liga de Universidades de Investigación Europeas (LERU) es "un grupo de universidades europeas dedicadas a la investigación, comprometidas con los valores de la enseñanza de alta calidad dentro de un entorno de investigación internacional competitiva".
Fundada en el año 2002 como una sociedad entre 12 de las mejores universidades de investigación de Europa, en 2006 integró a 8 universidades más y en el 2010 otras 2 más (la Universidad de Barcelona y el Imperial College London). Su sede está establecida en Lovaina, Bélgica. 
Las 20 universidades miembros de la LERU son:
| Países       | Universidades asociadas                                                                                                   |
| Bélgica      | Universidad Católica de Lovaina                                                                                           |
| Finlandia    | Universidad de Helsinki                                                                                                   |
| Francia      | Universidad de Estrasburgo Universidad Pierre y Marie Curie Universidad de París-Sur                                      |
| Alemania     | Universidad de Friburgo Universidad de Heidelberg Universidad de Múnich                                                   |
| Italia       | Universidad de Milán |
| Países Bajos | Universidad de Ámsterdam Universidad de Leiden Universidad de Utrecht                                                     |
| España       | Universidad de Barcelona                                                                                                  |
| Suecia       | Universidad de Lund Karolinska Instituto de Estocolmo                                                                     |
| Suiza        | Universidad de Ginebra Universidad de Zúrich                                                                              |
| Reino Unido  | Imperial College London Universidad de Cambridge Universidad de Edimburgo Universidad de Oxford University College London |